# 1929 no cinema

## Eventos
- 16 de Maio - são atribuídos os prêmios Oscar de cinematografia pela primeira vez.

## Principais filmes
- Acabaram-se os Otários, de Luiz de Barros, com Genésio Arruda e Tom Bill
- Applause, de Rouben Mamoulian, com Helen Morgan
- Asphalt, de Joe May, com Gustav Fröhlich
- The Black Watch, de John Ford, com Victor McLaglen e Myrna Loy
- Barro Humano, de Adhemar Gonzaga, com Carlos Modesto e Gracia Moreno
- Blackmail, de Alfred Hitchcock
- Broadway Babies, de Mervyn LeRoy
- The Broadway Melody, de Harry Beaumont
- Die Büchse der Pandora, de Georg Wilhelm Pabst, com Louise Brooks
- Le Capitaine Fracasse, de Alberto Cavalcanti, com Charles Boyer
- Chelovek s kino-apparatom, de Dziga Vertov
- Un chien andalou, curta-metragem de Luis Buñuel, com roteiro de Salvador Dalí
- Disraeli, de Alfred E. Green, com George Arliss e Joan Bennett
- The Divine Lady, de Frank Lloyd, com Corinne Griffith e Marie Dressler
- Dynamite, de Cecil B. DeMille, com Charles Bickford
- Eternal Love, de Ernst Lubitsch, com John Barrymore
- Fome, de Olympio Guilherme
- Fragmentos da Vida, de José Medina, com Carlos Ferreira e Alfredo Roussy
- Frau im Mond, de Fritz Lang, com Gerda Maurus e Gustav von Wangenheim
- Gakusei romance: Wakaki hi, de Yasujiro Ozu
- Hallelujah!, de King Vidor
- The Iron Mask, de Allan Dwan, com Douglas Fairbanks
- The Kiss, de Jacques Feyder, com Greta Garbo
- Lady of the Pavements, de D. W. Griffith, com Lupe Vélez
- The Love Parade, de Ernst Lubitsch, com Maurice Chevalier, Jeanette MacDonald e Jean Harlow
- Lucky Star, de Frank Borzage, com Janet Gaynor e Charles Farrell
- The Pagan, de W.S. Van Dyke, com Ramón Novarro
- Queen Kelly, de Erich von Stroheim, com Gloria Swanson
- Das Schiff der verlorenen Menschen, de Maurice Tourneur, com Marlene Dietrich
- Sangue Mineiro, de Humberto Mauro, com Carmen Santos e Maury Bueno
- Spite Marriage, de  Edward Sedgwick, com Dorothy Sebastian e Buster Keaton
- Staroye i novoye, de Grigori Aleksandrov e Sergei Eisenstein
- Tagebuch einer Verlorenen, de Georg Wilhelm Pabst, com Louise Brooks
- The Taming of the Shrew, de Sam Wood, com Mary Pickford e Douglas Fairbanks
- Thunderbolt, de Josef von Sternberg, com George Bancroft e Fay Wray
- The Trespasser, de Edmund Goulding, com Gloria Swanson
- The Virginian, de Victor Fleming, com Gary Cooper e Walter Huston

## Nascimentos
| Data            | Nome                 | Profissão                              | Nacionalidade         | Observações | Ref |
| --------------- | -------------------- | -------------------------------------- | --------------------- | ----------- | --- |
| 3 de janeiro    | Sergio Leone         | cineasta                               | Itália                | m. 1989     |     |
| 29 de janeiro   | Elio Petri           | cineasta e roteirista                  | Itália                | m. 1982     |     |
| 31 de janeiro   | Jean Simmons         | atriz                                  | Estados Unidos        | m. 2010     |     |
| 10 de fevereiro | Jerry Goldsmith      | compositor de trilhas sonoras          | Estados Unidos        | m. 2004     |     |
| 17 de fevereiro | Alejandro Jodorowsky | cineasta e escritor de banda desenhada | Chile                 |             |     |
| 22 de março     | P. Ramlee            | atriz                                  | Malásia               | m. 1973     |     |
| 10 de abril     | Max von Sydow        | ator                                   | Suécia                |             |     |
| 17 de abril     | Odete Lara           | atriz                                  | Brasil                |             |     |
| 4 de maio       | Audrey Hepburn       | atriz                                  | Bélgica / Reino Unido | m. 1993     |     |
| 4 de maio       | Ronald Golias        | comediante e ator                      | Brasil                | m. 2005     |     |
| 17 de maio      | John Herbert         | ator, diretor e produtor               | Brasil                | m. 2011     |     |
| 31 de maio      | Menahem Golan        | diretor e produtor                     | Israel                |             |     |
| 17 de junho     | James Shigeta        | ator e cantor                          | Estados Unidos        | m. 2014     |     |
| 7 de julho      | Mário Sérgio         | ator                                   | Brasil                | m. 1981     |     |
| 24 de julho     | Peter Yates          | cineasta                               | Reino Unido           |             |     |
| 31 de julho     | Gilles Carle         | cineasta                               | Canadá                |             |     |
| 31 de julho     | Don Murray           | ator                                   | Estados Unidos        |             |     |
| 10 de Agosto    | Daisy Lucidi         | atriz e radialista                     | Brasil                |             |     |
| 23 de agosto    | Vera Miles           | atriz                                  | Estados Unidos        |             |     |
| 2 de setembro   | Hal Ashby            | cineasta                               | Estados Unidos        | m. 1988     |     |
| 15 de setembro  | Varela Silva         | ator                                   | Portugal              | m. 1995     |     |
| 16 de outubro   | Fernanda Montenegro  | atriz                                  | Brasil                |             |     |
| 21 de outubro   | Walter Hugo Khouri   | cineasta                               | Brasil                | m. 2003     |     |
| 31 de outubro   | Bud Spencer          | ator                                   | Itália                |             |     |
| 6 de novembro   | June Squibb          | atriz                                  | Estados Unidos        |             |     |
| 12 de novembro  | Grace Kelly          | atriz                                  | Estados Unidos        | m. 1982     |     |
| 15 de novembro  | Edward Asner         | ator                                   | Estados Unidos        |             |     |
| 6 de dezembro   | Alain Tanner         | cineasta                               | Suíça                 |             |     |
| 13 de dezembro  | Christopher Plummer  | ator                                   | Canadá                |             |     |

## Mortes
| Data | Nome | Profissão | Nacionalidade | Observações | Ref |
| ---- | ---- | --------- | ------------- | ----------- | --- |